# إرمونيلا جاهو
إرمونيلا جاهو (بالألبانية: Ermonela Jaho‏) هي سوبرانو ألبانية، تحمل جنسية مزدوجة وهي الإيطالية والألبانية. وقد وصفتها مجلة ذي إيكونوميست بأنها السوبرانو الأكثر شهرة في العالم.

## فيوليت
قالت إرمونيلا جاهو في شخصية فيوليتا التي تجسدها في أوبرا لا ترافياتا لجيوزيبي فيردي، التي قدمتها الأوبرا الملكية بلندن في يوكوهاما وطوكيو باليابان: «وراء الجانب الماجن اللعوب في شخصية فيوليتا التي أجسدها في هذه الأوبرا يوجد هناك جانب آخر لامرأة عاشقة بكل ما لكلمة عشق من معان و تقبل على تضحية كبيرة باسم الحب بكل ما لكلمة تضحية من معان كذلك.»